# Cachalote Peak
Der Cachalote Peak ist ein 549 m hoher und markanter Berg auf Südgeorgien im Südatlantik. Er ragt zwischen der Carlita Bay und der Entenbucht nordwestlich des Tweeny Point auf der Südseite der Lewin-Halbinsel auf.
Das UK Antarctic Place-Names Committee benannte ihn 2013. Namensgeber ist die SS Cachalote, ein Versorgungsschiff für die Walfangstation Grytviken.